# Pseudopaludicola boliviana
Pseudopaludicola boliviana es una especie de anfibio anuro de la familia Leptodactylidae. Se encuentra en el este de Colombia, sur de Venezuela, Guyana, Surinam, Roraima (norte de Brasil), hasta el este de Bolivia, Paraguay, suroeste de Brasil y norte de Argentina. En Bolivia se produce en los departamentos de Beni, La Paz y Santa Cruz. Está ausente de la Guayana Francesa. Se puede encontrar en altitudes de hasta 700 metros de altitud.
Es una especie terrestre que aparece en una amplia variedad de hábitats, incluyendo la sabana, el bosque Chiquitano, bosque húmedo de transición, bosques húmedos tropicales, sabanas húmedas, zonas pantanosas y campos inundados. Se reproduce en estanques temporales y permanentes y pastizales húmedos. Los huevos y los renacuajos se desarrollan en el agua. Es adaptable a los cambios de hábitat inducidos por el hombre.